# Савуж
Саву́ж (фр. Savouges) — коммуна во Франции, находится в регионе Бургундия. Департамент коммуны — Кот-д’Ор. Входит в состав кантона Жевре-Шамбертен. Округ коммуны — Дижон.
Код INSEE коммуны — 21596.

## Население
Население коммуны на 2010 год составляло 386 человек.
| 1962 | 1968 | 1975 | 1982 | 1990 | 1999 | 2010 |
| ---- | ---- | ---- | ---- | ---- | ---- | ---- |
| 50   | 47   | 60   | 92   | 153  | 183  | 386  |

## Экономика
В 2010 году среди 245 человек трудоспособного возраста (15—64 лет) 206 были экономически активными, 39 — неактивными (показатель активности — 84,1 %, в 1999 году было 77,1 %). Из 206 активных жителей работали 200 человек (103 мужчины и 97 женщин), безработных было 6 (2 мужчин и 4 женщины). Среди 39 неактивных 17 человек были учениками или студентами, 15 — пенсионерами, 7 были неактивными по другим причинам.